# Годзилла против Мехагодзиллы 2
«Годзилла против Мехагодзиллы» (яп. ゴジラVSメカゴジラ Годзира таи Мэкагодзира) — японский фантастический даикайдзю-фильм студии Toho, снятый Такао Окаварой, сиквел «Годзиллы против Мотры 2». Это двадцатый фильм о динозавроподобном ящере Годзилле, а также первый в эпохе Хэйсэй (начиная с «Годзиллы» 1984 года), где появляются гигантский робот Мехагодзилла, птерозавр Родан и Малыш Годзилла. Японский кинопрокат стартовал 11 декабря 1993 года.
Вместе с «Годзиллой против Кинга Гидоры» и «Годзиллой против Мотры 2» этот фильм стал одним из самых успешных не только в эпохе Хэйсэй, но и во всей серии фильмов о Годзилле.
в США был выпущен под названием «Годзилла против Мехагодзиллы-2», хотя с фильмом 1974 года он никакой связи не имеет.

## Наименования фильма
Несмотря на название, этот фильм не имеет отношения к «Годзилле против Мехагодзиллы» 1974 года, не являясь ни его сиквелом, ни ремейком. В России фильм вышел под названием «Легенда о динозавре-2», что связано с успехом в СССР одноимённого фильма 1977 года, не связанного в действительности с киноэпопеей о Годзилле.

## Сюжет
С момента схватки Годзиллы с Меха-Гидорой останки киборга были подняты со дна океана, и на их основе в 1994 году было создано самое совершенное оружие по борьбе с Годзиллой — 120-метровый робот Мехагодзилла, работающий на ядерном реакторе и управляемый четырьмя пилотами. До появления Мехагодзиллы самым мощным оружием была Гаруда, чьё дальнейшее использование теперь встало под вопрос.
Инженер Гаруды Кадзума Аоки перечисляется в число пилотов-кандидатов на управление Мехагодзиллой.
В это время на острове Адона в Беринговом море совместная российско-японская экспедиция обнаруживает окаменелость птеранодона и огромное яйцо. Когда в лагере начинаются исследования, на остров прилетает чудовищных размеров птеранодон Родан, вылупившийся ранее из другого яйца под действием радиационного загрязнения. Родан пролетает над лагерем, создавая взмахами крыльев разрушительный вихрь, и в этот момент из моря появляется Годзилла. Члены экспедиции спасаются на вертолёте, увозимое яйцо при этом краснеет. Ящеры начинают сражение, но в итоге схватка оканчивается вничью. Родан скрывается, а Годзилла направляется вслед за вертолётом.
В научном центре Киото учёный Омаэ, ведущий наблюдения за яйцом, замечает, что оно иногда начинает светиться красным цветом, и что эти перемены связаны с присутствием сотрудницы лаборатории Адзусы.
Новость о доставленном яйце быстро доходит до Кадзумы и он решительно приезжает в научный центр, намереваясь сделать несколько снимков. Там у него возникает конфликт с Адзусой, которая не позволяет ему вмешиваться в исследовательские работы, но перед уходом он тайком берёт с собой образец растения, найденного вместе с яйцом. Позже Кадзума встречается с Мики Саэгусой, и та чувствует, как растение что-то излучает. Это излучение оказывается музыкой. Как только её начинают воспроизводить, то с яйцом в лаборатории что-то начинает происходить, а потом из него на глазах у Адзусы, Мики, Кадзумы и Омаэ вылупляется детёныш годзиллазавра — сын Годзиллы. Малыш ведёт себя неагрессивно.
В это же время в Йоккаити появляется Годзилла. Помимо того, что он разрушает всё на своём пути, он постоянно подаёт голос, как будто кого-то зовёт. Навстречу Годзилле посылают Мехагодзиллу. Годзилла использует свой тепловой луч, но Мехагодзилла отражает его алмазным зеркалом и стреляет в ящера тремя лазерными пушками и мощной плазменной пушкой. Когда Годзилла начинает проигрывать, робот выстреливает в него лебёдками, по которым пускает электрические волны высокой мощности. Однако происходит непредвиденная неполадка системы, и ток начинает перекачиваться обратно. Двигатель перегревается и Мехагодзилла отключается. Годзилла роняет робота и направляется в Киото. Малыша прячут в подземном бункере. Годзилла проходит совсем близко, но, так и не найдя своего сына, скрывается в заливе Осака.
Малыша Годзиллу перевозят в гараж, где, по одобрению властей, он будет жить в просторном вольере. Адзуса продолжает присматривать за Малышом. Во время одной из её смен её навещает Кадзума и показывает ей своего робота «птеранодона», который может летать. Вскоре приходит Мики со своими ученицами-экстрасенсами. Девочки начинают петь. По случайности они поют в той же тональности, что и та мелодия, под действием которой вылупился Малыш. Малышу это не нравится, он становится агрессивным и скрывается в вольере. Песня оказывает сильное влияние и на Родана, притаившегося на острове Адона: он приобретает новую силу и становится Огненным Роданом, способным извергать лиловый тепловой луч.
В это время на заседании властей публикуется результат исследования Малыша: в тазовой области у него присутствует второй мозг, следовательно, и у Годзиллы он тоже имеется. Новый план состоит в том, чтобы парализовать ящера выстрелом во второй мозг, а в качестве приманки использовать его сына. Адзуса, Кадзума и Мики протестуют, но они не в силах что-либо изменить. Впервые Мики видит в борьбе с Годзиллой отрицательную сторону. Малыша заводят в камеру перевозки, но он настолько боится, что Адзуса решает лететь вместе с ним. В это же время на Сендай нападает Родан. Опустошив город, он направляется на юг и перехватывает вертолёт с контейнером.
Происходит повторный запуск Мехагодзиллы, но на сей раз в воздух поднимается и Гаруда, так как по предложенной недавно идее Кадзумы можно осуществить состыковку Гаруды и Мехагодзиллы. Кадзума лично управляет Гарудой и пытается отвлечь спустившегося Родана от контейнера. Родан летит на него и Гаруда терпит крушение. Тогда в бой вступает Мехагодзилла. Он почти побеждает Родана, хотя при этом правая лазерная пушка ломается. Прилетают спасатели вместе с Омаэ и пытаются освободить из контейнера Адзусу. В это же время появляется Годзилла. Мехагодзилла обороняется от него, но уже пострадавший в схватке с Роданом робот перегревается и не может использовать плазменную пушку. Однако Кадзума вовремя устраняет неполадки Гаруды и происходит состыковка; задуманный план удаётся осуществить: электрический разряд посылают в область второго мозга Годзиллы и ящер оказывается парализован. Но когда, казалось, исход поединка разрешён, пробуждается чуть живой Родан. Он опускается на Годзиллу и передаёт ему свою оставшуюся энергию. Годзилла встаёт и расправляется с Гарудой и Мехагодзиллой, используя уже новый, красный тепловой луч.
После этого Годзилла подходит к Малышу. Тот сначала в страхе пытается убежать, но Мики телепатирует ему и Годзилле, что всё кончено и им ничто не угрожает. Кадзума, Адзуса и Омаэ наблюдают как Годзилла и Малыш уплывают в океан.

## В ролях
| Актёр             | Роль                           |
| ----------------- | ------------------------------ |
| Масахиро Такасима | механик и пилот Кадзума Аоки   |
| Риёко Сано        | палеонтолог Адзуса Годзё       |
| Мэгуми Одака      | Мики Саэгуса                   |
| Юсукэ Кавадзу     | профессор Омаэ                 |
| Дайдзиро Харада   | Такуя Сасаки                   |
| Акира Накао       | Такаки Асо                     |
| Коити Уэда        | генерал Хёдо                   |
| Кэндзи Сахара     | премьер-министр Такаюки Сэгава |
| Лео Менегетти     | доктор Асимов                  |
| Энди Смит         | пилот Эндрю Джонсон            |
| Шелли Суини       | пилот Сьюзан                   |
| Синобу Накаяма    | Юри Катагири                   |
| Тадао Такасима    | Хосоно                         |
| Кэмпатиро Сацума  | Годзилла                       |
| Ватарю Фукуда     | Мехагодзилла                   |

## Производство
Идея для создания возникла в результате невозможности осуществления съёмок фильма, в котором Годзилла сражался бы с Механи-Конгом (с свою очередь, этот проект возник после неудачной попытки снять ремейк «Кинг-Конга против Годзиллы»). Фильм готовился к 40-летнему юбилею серии фильмов о Годзилле, поэтому режиссёром первоначально значился Исиро Хонда, снявший ещё первого «Годзиллу». Однако Хонда умер в 1993 году, поэтому этот фильм, как и предыдущий, снял Такао Окавара.
- В отличие от классического Мехагодзиллы из фильмов эпохи Сёва (1954—1975 годов) и робота Кирью из фильмов Миллениума (с 1999 по 2004 год), Мехагодзилла 2 появляется только в одном-единственном фильме. Киноробот периода Хэйсэй присутствует в компьютерных играх: Kaiju-Oh Godzilla, Godzilla: Battle Legends, Godzilla: Archipelago Shock, Godzilla: Unleashed и др.
- По раннему варианту сценария Мехагодзилла мог разделяться на две самостоятельно действующих боевые машины. Эта идея позже использовалась при создании следующего фильма — «Годзилла против Космического Годзиллы».
- Также по одной из версий сюжета Годзилла должен был погибнуть, но при этом его энергия передалась бы Малышу и он стал бы новым Годзиллой. Такая сцена присутствует в фильме «Годзилла против Разрушителя».
- Финальный эпизод имеет сходство с концовкой фильма «Террор Мехагодзиллы».